# Francisco Arce
Francisco Arce (* 2. duben 1971) je bývalý paraguayský fotbalista.

## Reprezentace
Francisco Arce odehrál 61 reprezentačních utkání. S paraguayskou reprezentací se zúčastnil Mistrovství světa 1998, 2002.

## Statistiky
| Paraguay | Paraguay | Paraguay |
| Roky     | Záp.     | Góly     |
| -------- | -------- | -------- |
| 1995     | 5        | 0        |
| 1996     | 5        | 1        |
| 1997     | 12       | 0        |
| 1998     | 11       | 2        |
| 1999     | 5        | 0        |
| 2000     | 4        | 0        |
| 2001     | 6        | 1        |
| 2002     | 8        | 1        |
| 2003     | 4        | 0        |
| 2004     | 1        | 0        |
| Celkem   | 61       | 5        |